# Vicente Acosta

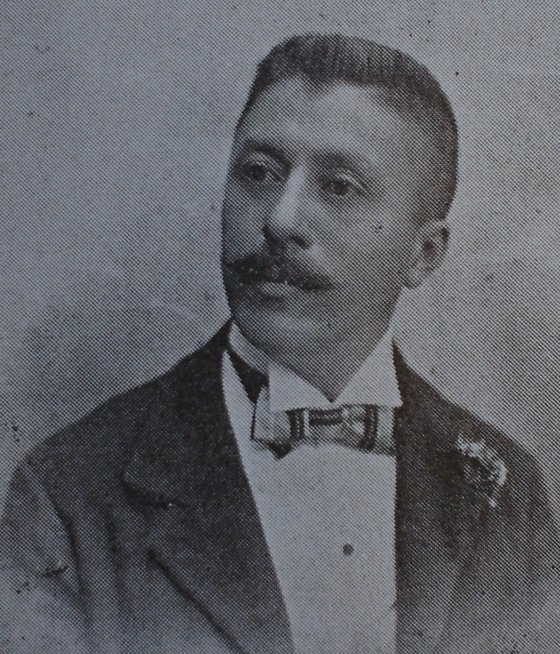
El escritor poeta político Vicente Acosta.

Vicente Acosta Apopa, 24 de julio de 1867 - Tegucigalpa, 24 de julio de 1908) fue un poeta, docente y político salvadoreño. Hijo de Cecilia Acosta y primo materno del también escritor Arturo Ambrogi. 
Miembro fundador de la Academia de Ciencias y Bellas Artes de San Salvador (20 de mayo de 1888). Su obra fue publicada en varios diarios y revistas de la época, entre ellos Diario del Salvador, La juventud salvadoreña, La república de Centroamérica, El Fígaro, Centro América Intelectual, El Recreo y otros. Fue parte, además, del periódico La Unión, dirigido por el poeta Rubén Darío, en el cual firmaba bajo el seudónimo Flirt. Al momento del golpe de Estado de los hermanos Antonio y Carlos Ezeta en 1890, tuvo que huir a Guatemala y Costa Rica, retornando hasta su derrocamiento en 1894. En estos países trabajó como periodista, siendo corredactor del diario El Correo de la tarde.  A su retorno al país se desempeñó como redactor en el Diario del Salvador, dirigido por Román Mayorga Rivas.
Fue director y fundador del periódico La Quincena, importante medio cultural y científico de la época, cuyo número inicial fue publicado en abril de 1903.  En ella participaron Calixto Velado, Francisco Gavidia, Santiago I. Barberena, entre otros.
Según David Escobar Galindo: 

Se inició (…) con impulso romántico, pero luego halló mejor cauce en el Modernismo. Y fue modernista en dos vertientes: la cósmico-metafísica y la vernácula.

Francisco Gavidia también se refería al poeta en estos términos: 

Poeta dulce, de grandes dotes descriptivas, parecería que por estos síntomas de su vocación podría ser  indiferente, como son de ordinario los de ese género,(…) En los versos de Acosta no falta la nota militante y la indignada.

La mejor compilación de la obra de Vicente Acosta fue realizada por el escritor salvadoreño Joaquín Meza, quien pasó poco más de veintitrés años recopilando los escritos que hizo públicos en la antología Poesía de Vicente Acosta (1867 - 1908) que se presentó el 6 de junio de 2013. Poemas suyos fueron reunidos dentro de la recopilación Perdidos y delirantes, 36/34 poetas salvadoreños olvidados (selección, prólogo y notas de Vladimir Amaya, San Salvador, Zeugma Editores, 2012)

## Obra
- La Lira Joven, poesía, San Salvador, 1890. (Con prólogo de Rubén Darío y Francisco Gavidia)
- Poesías (publicación periódica), San Salvador, 1899.
- Poesías Selectas (antología), San Salvador, 1924.

A
EL PLATANAR

Impasible y compacto regimiento,

tendido en las cañadas  laderas,

luce el bosque triunfal de sus banderas,

que en sus manos alegre agita el viento.

Convidando al amable esparcimiento

están las verdes matas altaneras,

que se cargan de frutas tempraneras,

del encendido trópico al aliento.

Un sol canicular deja teñido

el verde platanar con tintas rojas

en el lienzo del aire estremecido.

Mientras, buscando alivio a sus congojas,

el rudo caporal duerme rendido

al plácido susurro de las hojas.

De “Poesías Selectas", San Salvador, 1924.